# کنترل پیمایش سازگار
سامانهٔ کنترل پیمایش سازگار یا تنظیم فاصله‌ی انطباق‌پذیر (به انگلیسی: Adaptive cruise control) (مخفف انگلیسی: ACC) که با نام‌های کروز کنترل تطبیقی یا کروز کنترل فعال نیز شناخته می‌شود، نوعی سامانه بازدارنده سرعت برای خودروهای جاده‌ای است که سرعت خودرو را برای دستیابی به فاصلهٔ ایمنی با خودروهای جلویی به صورت خودکار تنظیم می‌کند. این سامانه تا سال ۲۰۱۹ با ۲۰ نام مختلف، که اشاره به کارکرد پایهٔ این سامانه دارند، مورد اشاره قرار گرفته‌است.

تصویر شماتیک از عملکرد کنترل پیمایش سازگار. خودروی قرمز به صورت خودکار فاصلهٔ ایمنی خود با خودروی آبی را تنظیم می‌کند.

عملکرد این سامانه به این صورت است که بر اساس اطلاعات به دست آمده از حسگرهای فعال نصب‌شده در جلوی خودرو، سرعت خودرو را در صورت تشخیص خودروی دیگر در جلو، با ترمز کردن کاهش می‌دهد و در زمانی که خودروی دیگری در مسیر حرکت موجود نباشد، سرعت را تا حد مشخص شده توسط راننده افزایش می‌دهد. حسگرهای به کار رفته در این سامانه می‌توانند از نوع رادار یا لیزری باشند. در بعضی موارد نیز از مجموعه‌ای از دوربینها برای تشخیص موانع پیش رو در این سامانه استفاده می‌شود.
فناوری ای‌سی‌سی به عنوان یکی از مهم‌ترین اجزاء تشکیل‌دهندهٔ خودروهای هوشمند در آینده شناخته شده‌است. این خودروها، علاوه بر افزایش ظرفیت جاده‌ها از طریق حفظ فاصلهٔ ایمنی میان خودروها و کاهش خطاهای انسانی، بر ایمنی و راحتی رانندگان و سرنشینان خودروها نیز تأثیرگذار خواهند بود. خودروهای مجهز به سامانهٔ خودگردان کنترل پیمایش، طبق رده‌بندی سازمان اس‌ای‌ئی اینترنشنال در سطح اول خودروهای خودران قرار می‌گیرند؛ در عین حال در صورتی که این سامانه همراه با سامانهٔ دیگری همچون کنترل حرکت بین خطوط بر روی خودرویی مورد استفاده قرار گیرد، آن خودرو در سطح دوم خودروهای خودران دسته‌بندی خواهد شد.
وظیفهٔ سامانهٔ کنترل پیمایش خودکار، راندن کامل خودرو نیست و به‌طور کامل عمل خودگردانی را در خودروها انجام نمی‌دهد، بلکه تنها یک سیستم کمکی برای رانندهٔ خودرو است.

## انواع

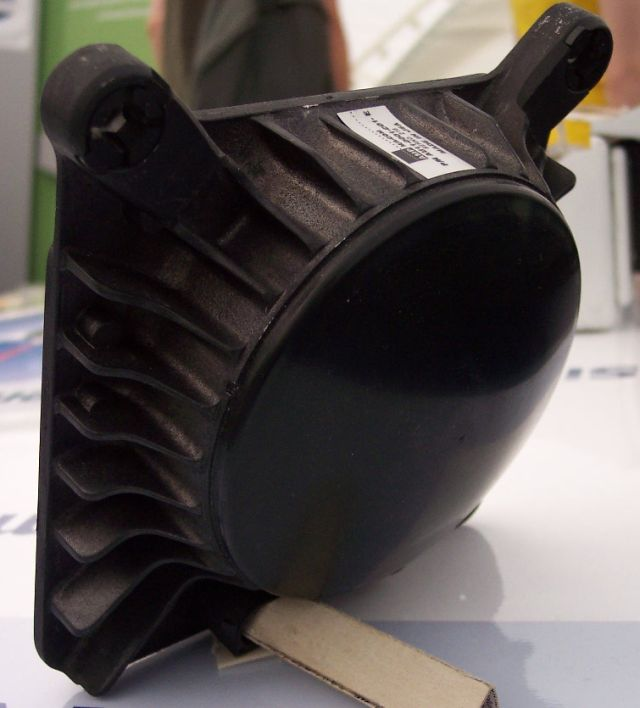
آنتن رادار کنترل پیمایش سازگار

سیستم‌های مبتنی‌برلیزر در شرایط آب و هوای نامساعد، و همچنینی در برخورد با خودروهای کثیف (به دلیل عدم انعکاس نور) امکان شناسایی وسایل نقلیه را ندارد نمی‌توانند به‌طور مطمئن خودروهای را دنبال کنند. این سیستم‌ها اجباراً در خارج وسیله نقلیه قرار می‌گیرند، حسگر (یک جعبه سیاه نسبتاً بزرگ) معمولاً در جلو پنجره پایینی قرار دارد و معمولاً به یکی از دو سمت چپ یا راست متمایل است.
حسگرهای مبتنی‌بررادار را می‌توان در پشت سپرنمای پلاستیکی مخفی کرد. و به همین دلیل از لحاظ ظاهری تفاوتی با یک خودرو بدون این ویژگی نداشته باشد. به عنوان مثال، مرسدس-بنز رادار را پشت جلو پنجره بالایی در وسط و پشت یک قاب پلاستیکی جامد قرار داده‌است و با این کار محل قرارگیری حسگر را استتار کرده تا متفاوت به نظر نیاید.
سیستم‌های تک حسگری عمومیت بیشتری دارند. سیستم‌های چندین حسگره دو نوع دارند. در نوع اول از دو حسگر سخت‌افزاری مشابه استفاده شده‌است مانند آئودی A8 سال 2010 یا ولکس‌واگن توراگ سال 2010. در نوع دوم از یک رادار مرکزی عریض به همراه دو حسگر راداری کوتاه که در دو گوشه‌های خودرو قرار داده شده‌اند استفاده می‌شود، مانند سری ۵ و ۶ ب‌ام‌و.

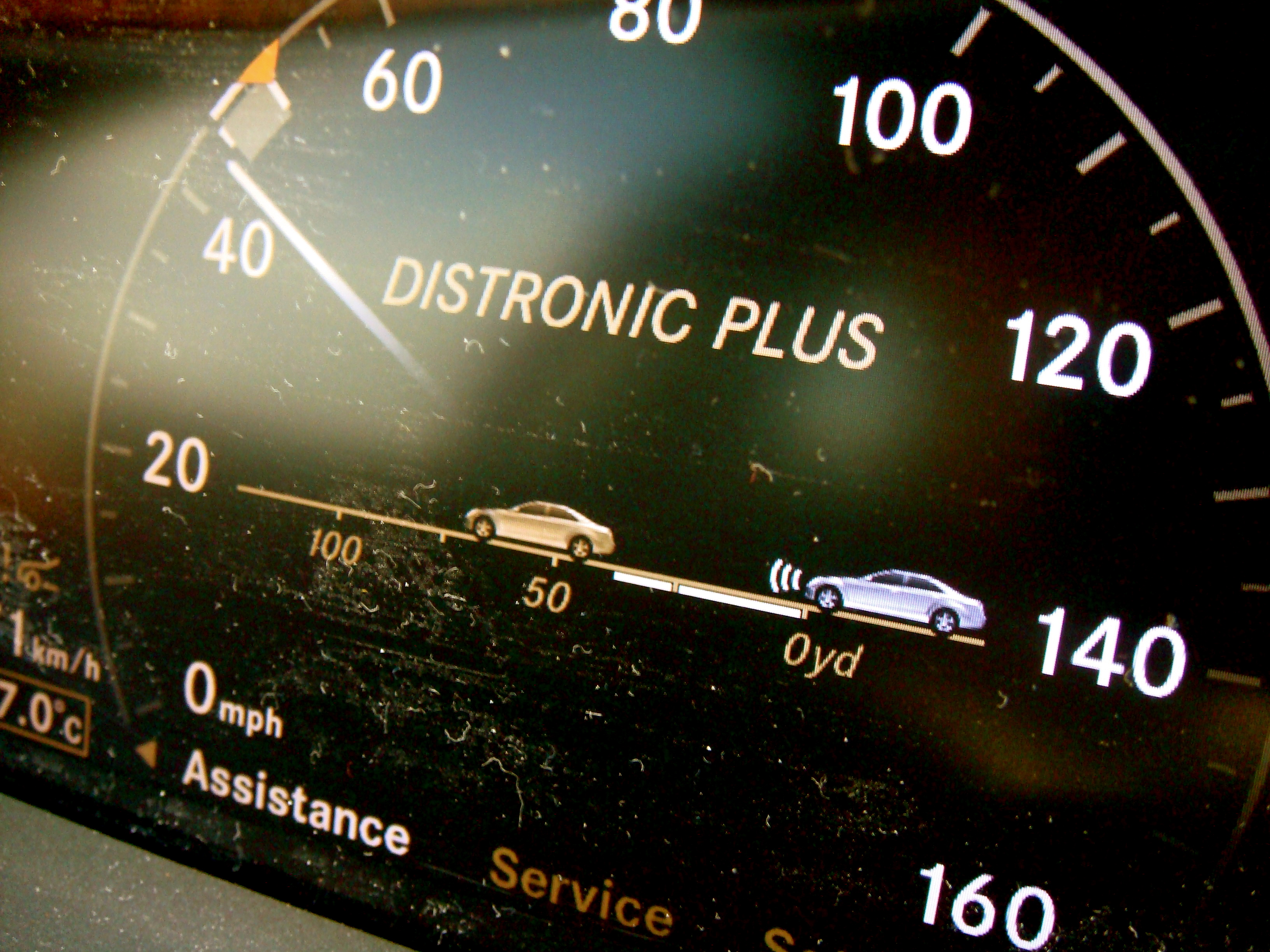
نمایشکر "Distronic Plus درخودروی " مرسدس-بنز کلاس-اس (دبلیو۲۲۱)

یک نمونه از سیستم‌های توسعه‌یافته‌تر، سیستم بینایی کامپیوتری دوچشمه‌ای است، مانند آنچه که در سال ۲۰۱۳ در بازار آمریکا توسط سوبارو معرفی شده‌است. در این سیستم‌ها دوربین‌های ویدئویی روبه‌رویی را در دو طرف آینه عقب نصب کرده و با استفاده از پردازش دیجیتال، اطلاعات عمق را از اختلاف دید دو دوربین استخراج می‌کنند.

### سیستم‌های کمکی
سیستم‌های کنترل پیمایش سازگار مبتنی‌بررادار اغلب همراه با یک سیستم پیشگیری از تصادف فروخته می‌شود که اگر خطر برخورد بالا باشد، به راننده هشدار می‌دهد و/یا در صورت نیاز، خدمات پشتیبانی ترمز ارائه می‌کند. علاوه بر این در برخی خودروها، این سیستم با یک سیستم نگهداری بین خطوط[en] همراه هستند که وقتی سیستم کنترل پیمایش خودکار فعال است، برای کاهش فشار ورودی به فرمان در محل پیچ‌ها، یا یک ویژگی فرمان توانا به پشتیبانی از راننده برای حفظ خودرو در بین خطوط می‌آیند.

### سیستم‌های چند حسگری

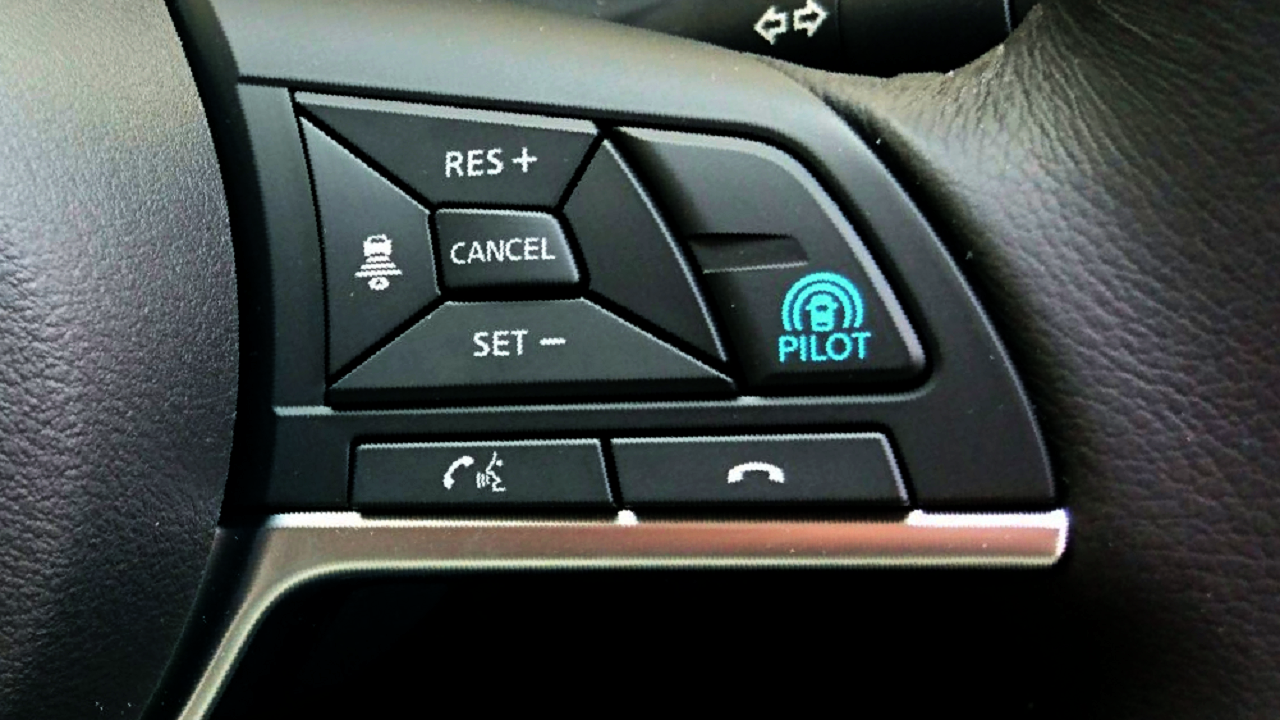
کنترل پیمایش (ICC) در نیسان سرنا

سیستم‌هایی که دارای چندین حسگر هستند می‌توانند به ترکیب حسگرها پرداخته و اطلاعات را تلفیق کنند تا ایمنی یا تجربه رانندگی را بهبود بخشند. اطلاعات GPS می‌تواند سیستم را از ویژگی‌های جغرافیایی، مانند خروجی آزادراه، مطلع کند. یک سیستم دوربین می‌تواند رفتار و منظور راننده‌های دیگر مانند چراغ‌های ترمز یا چراغ راهنمای گردش به طرفین را متوجه شود. این می‌تواند به خودروی پشت‌سر اجازه دهد که راهنمای گردش به طرفین را به عنوان عامل کاهش سرعت در نظر نگیر، سیستم‌های چند حسگری همچنین می‌توانند نشانه‌ها و چراغ‌های ترافیکی را درک کنند و به عنوان مثال، در برخورد با چراغ قرمز به دنبال خودروی که قبل از تغییر رنگ چراغ راهنمایی حرکت می‌کرده نرود.

### سیستم‌های پیش‌بین
سیستم‌های پیش‌بین، سرعت خودرو را براساس پیش‌بینی‌های رفتار دیگر خودروها تغییر می‌دهند. این سیستم‌ها می‌توانند تغییرات معتدل‌تری را برای رفتار پیش‌بینی شده اعمال کنند که ایمنی و راحتی مسافران را بهبود می‌بخشد. یک مثال، پیش‌بینی احتمال تغییر خط خودروی عبوری در یک خط مجاور است. یک سیستم می‌تواند یک تغییر خط عبوری را تا پنج ثانیه قبل از وقوع پیش‌بینی کند.

### مرسدس دیسترونیک پلاس
پلاس مرسدس-بنز S 450 4MATIC Coupe. سنسورهای دیسترونیک به سمت جلو معمولاً در پشت لوگوی مرسدس-بنز و گریل جلویی قرار دارند.
مرسدس در سال ۱۹۹۹ دیسترونیک، اولین سیستم تطبیقی کمکی با رادار در جهان بود، را در خودروهای مرسدس-بنز کلاس-اس (دبلیو۲۲۰) و کلاس-سی‌ال معرفی کرد. دیسترونیک سرعت خودرو را به‌طور خودکار با توجه به خودروی جلویی تنظیم می‌کند تا همواره فاصله ایمن با سایر خودروها در جاده حفظ شود.
در سال ۲۰۰۵، مرسدس سیستم را بهبود داد ("دیسترونیک پلاس") و مرسدس-بنز کلاس-اس (دبلیو۲۲۱) اولین خودرویی شد که این سیستم به‌روز شده را دریافت کرد. اکنون در بیشتر خودروهای سواری، دیسترونیک پلاس قادر به توقف کامل خودرو در صورت لزوم بود. در یکی از قسمت‌های برنامه "تاپ گیر"، جرمی کلارکسون به نمایش قدرت این سیستم در توقف کامل از سرعت مجاز بزرگراه دست زد، اون این کار را بدون لمس پدالها انجام داد.
در سال ۲۰۱۶، مرسدس Active Brake Assist 4 را معرفی کرد، اولین کمک ترمز اضطراری با تشخیص عابر پیاده.
یک نمونه از تصادف منتج از دیسترونیک پلاس به سال ۲۰۰۵ برمی‌گردد. در آن زمان مجله خبری آلمانی "اشترن" در حال آزمایش سیستم اصلی دیسترونیک مرسدس بود. در طول آزمایش، سیستم گاهی اوقات نتوانست به موقع ترمز کند. الریش ملینگهاف، رئیس وقت بخش ایمنی (NVH) و آزمایش در مرکز فناوری مرسدس-بنز، اظهار کرد که برخی از آزمایش‌ها به دلیل آزمایش خودرو در سالن فلزی، مشکلاتی با رادار ایجاد می‌کنند. در نسخه‌های بعدی رادار و سنسورهای دیگر ارتقاء یافتند و دیگر توسط محیط فلزی مختل نمی‌شوند. در سال ۲۰۰۸، مرسدس یک مطالعه انجام داد که نرخ تصادفات خودروهای مجهز به دیسترونیک پلاس و خودروهای بدون آن را مقایسه کرد و به این نتیجه رسید که خودروهای مجهز به دیسترونیک پلاس نرخ تصادفاتی حدود ۲۰٪ کمتری دارند.